# 田邊隆一
田邊 隆一（たなべ りゅういち、1948年3月9日 - ）は、日本の外交官。東京都外務長や、駐ポーランド特命全権大使を務めた。ドイツ連邦共和国功労勲章大功労十字勲章等受章。

## 人物・経歴
京都府綾部市出身。1970年東京外国語大学外国語学部ドイツ語科中退、外務省入省、ヨハン・ヴォルフガング・ゲーテ大学フランクフルト・アム・マイン留学。1986年外務省海外広報課長。1988年在ドイツ日本国大使館総括参事官。1990年在サウジアラビア日本国大使館公使。1992年在オーストリア日本国大使館公使。1994年ミュンヘン総領事。1997年在インド日本国大使館公使。
1999年から東京都外務長を務め、2001年に石原慎太郎東京都知事とワシントンに赴いたとき、アメリカ同時多発テロ事件に遭遇した。
2003年セルビア・モンテネグロ駐箚特命全権大使。2005年特命全権大使（アフガニスタン支援調整担当）。2006年ポーランド駐箚特命全権大使。2009年特命全権大使（関西担当）。2010年政府代表。2011年日本電産監査役。2012年日本電産リード監査役。2019年永守学園理事。ドイツ連邦共和国功労勲章大功労十字勲章受章。オーストリア共和国功労勲章星付金賞受章。ユーゴスラビア勲一等星賞受章。ポーランド共和国功労星付勲爵士十字章受章。東京外語会関西支部長なども務めた。2022年、瑞宝中綬章受章。